# Menhire von Bergard

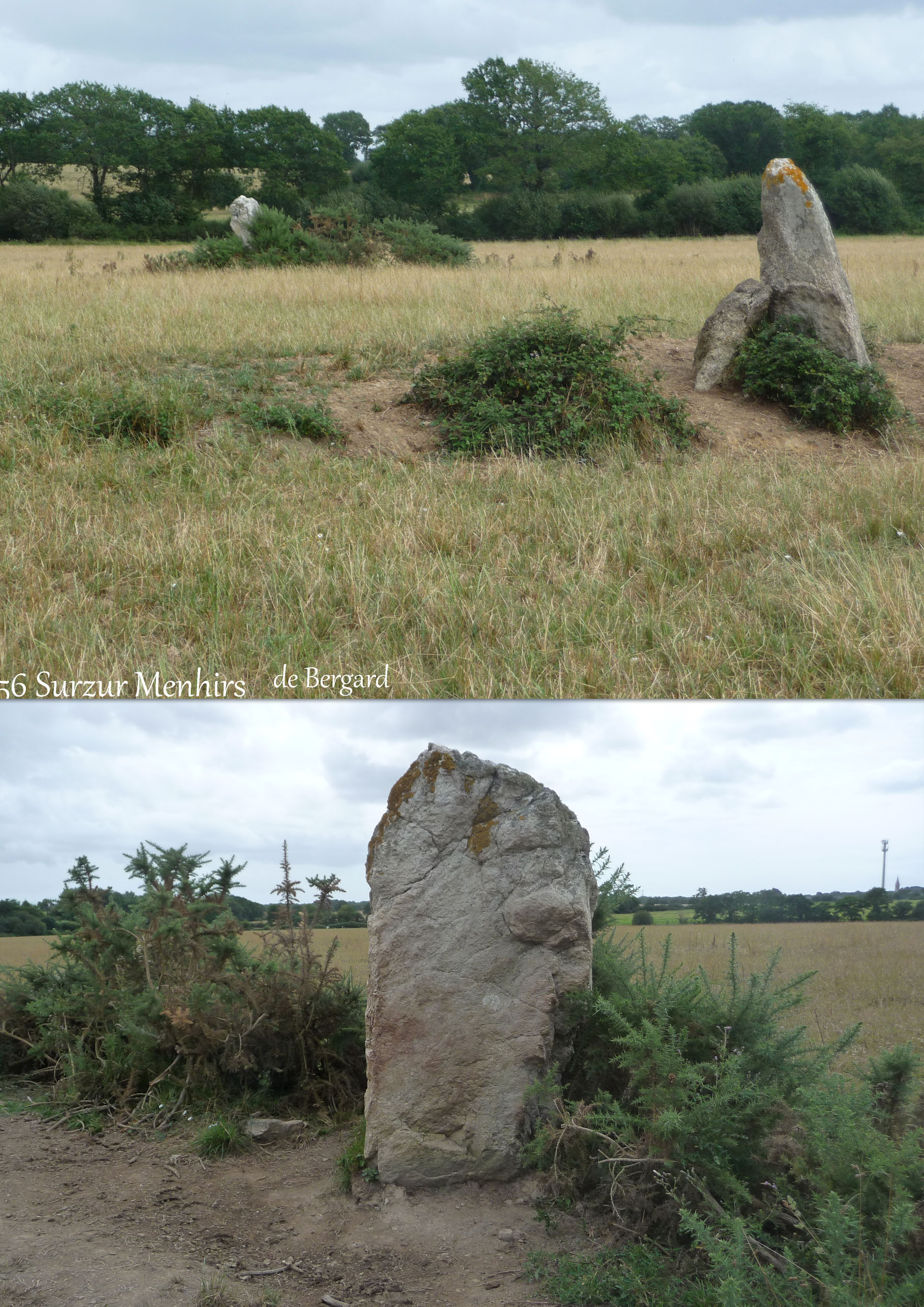
Menhire von Bergard

Die Menhire von Bergard stehen östlich von Surzur bei Vannes, im Département Morbihan in der Bretagne in Frankreich. Die beiden Menhire stehen 40 m voneinander entfernt im Weiler Bergard, auf einem Feld neben der Straße zum Weiler Pembulzo.
Der östliche Menhir (Lage) ist stelenartig, hat eine Höhe von mehr als 2,0 m und ist oben gerade. Der westliche Menhir (Lage) ist kleiner, hat eine scharfe Spitze und ist etwas geneigt.
Etwas östlicher liegen die Dolmen von Talhouët.